# Gorf
Gorf, pour Galactic Orbiting Robot Force, est un shoot 'em up sorti en 1981 sur borne d'arcade. Il a été porté, par la suite, sur Atari 2600, Atari 5200, Atari 8-bit, ColecoVision, Commodore 64 et Commodore VIC-20. Une version Intellivision est annoncée, mais jamais commercialisée. Le jeu a été développé et édité par Midway Manufacturing Company.

## Système de jeu
Gorf est composé de cinq missions qui s'inspirent des autres shoot 'em up de l'époque comme Space Invaders ou Galaxian. Il possède des spécificités comme le laser quark qui permet d'annuler le tir en cours pour pouvoir tirer de nouveau. La mission finale confronte le joueur à l'un des premiers boss des jeux d'arcade.

## Bande-son
Le jeu possède une unité de synthèse vocale, Votrax. La borne s'écrie « longue vie à Gorf » en début de partie et peut provoquer le joueur avec vingt-cinq phrases différentes, souvent en rapport avec le niveau atteint.

## Postérité
Le jeu est l'une des entrées de l'ouvrage Les 1001 jeux vidéo auxquels il faut avoir joué dans sa vie

## Record
Le record sur borne arcade est détenu par l'américain Todd Rogers, le 24 novembre 1982, avec un score de 653 990.